# Puszcza Jaktorowska
Puszcza Jaktorowska – kompleks leśny w województwie mazowieckim, na południowy wschód od Żyrardowa i północ od Radziejowic, nad rzeką Pisią, złożony głównie z borów sosnowych, dębowych i nielicznych brzozowych. Obecnie mocno zniszczony na skutek rabunkowej eksploatacji.

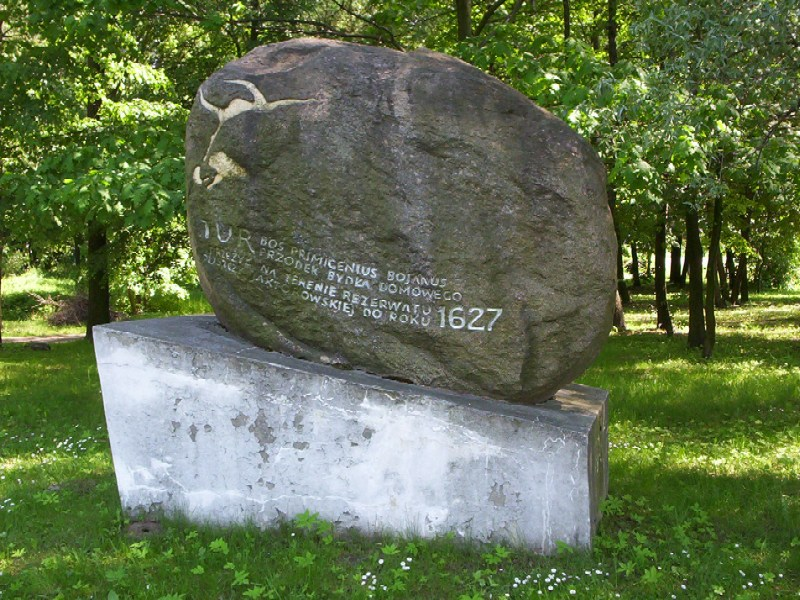
Pomnik ostatniej turzycy w Jaktorowie

Obecnie kompleks Puszczy Jaktorowskiej zajmuje niewielki obszar, dawniej jednak był bardzo rozległy. W XV wieku puszcza zajmowała ok. 900 km² i była ulubionym miejscem polowań książąt mazowieckich, a następnie królów polskich. Razem z Puszczą Bolimowską i Puszczą Korabiewską do XVI wieku tworzyła jednolity obszar leśny, łączący się z Puszczą Kampinoską. Obecnie powierzchnia zajmowana przez Puszczę Jaktorowską skurczyła się do ok. 200 km².
Od początku XV wieku była główną ostoją turów, chronioną na mocy prawa królewskiego. Tu też, w 1627 roku, padła, z przyczyn naturalnych, ostatnia samica tego gatunku. Wydarzenie to upamiętnia pomnik w Jaktorowie, odsłonięty w roku 1972.